# Млазни ловац треће генерације
Млазни ловац треће генерације припада класи ловачких авиона, развијених између раних шездесетих до седамдесетих година 20. века, а првенствено се одликују спрегом радара и ракете ваздух-ваздух средњег домета, изван визуелног контакта. Вођење ракете је са полуактивним радарским системом. Циљ је „осветљен” радаром, а ракета прати рефлектовани радарски сноп од циља, све док се глава ракете не „забрави” за циљ. Недостатак им је што циљ морају осветљавати радарским снопом, све док за њега не „забрави” радарска глава ракете. За то време може бити ловац критично изложен оружју противника. Многи су ловци из друге генерације модификацијама унапређени у трећу. Класичан пример је F-4 фантом. Овим авионима су потребне боље маневарске каратеристике за избегавање ракета са полуактивним навођењем. Тражена су аеродинамичка решења за реализацију респективних перформанси, посебно у маневру, у опречним условима великог распона брзина лета. Једно од честих решења је било са крилима променљивог угла стреле. Први совјетски ловачки авион ове генерације је МиГ-23, управо је те аеродинамичке шеме.
Престиж код ловачких авиона треће генерације је лансирање ракете са што веће дистанце, што значи радар и ракета што већег домета. Задржан је топ и IC ракете, за блиску борбу, која настаје ако противници преживе на дистанци. Поред наведеног оружја ваздух-ваздух, ови авиони носе и средства ваздух-тло и с њима врло ефикасно пружају подршку копненим и поморским снагама.
Авиони из те генерације имају значајну борбену историју у локалним ратовима.

## Карактеристике пројекта авиона 3. генерације

### Развој
Трећа генерација обухвата наставак сазревања и иновације претходне, али је највише обележена обновљеним нагласком на управљивости и вишенаменском употребом традиционалних могућности дејства ваздух-земља и са усавршеним карактеристикама ваздух-ваздух. Амерички авион F-4 фантом и совјетски МиГ-23 су били први са ракетама средњег домета, са полуактивним радарским вођењем, у два супротстављена војна блока.
Настављено је побољшање у погону, поузданијим млазним моторима са повећаним потиском и периодом великих помака у опреми и системима наоружања.
Током шездесетих година 20. века, повећана су борбена искуства са навођеним ракетама и избалансирано се сагледао значај блиске борбе и на дистанци. Аналогна технологија се почела уводити у авионску електронску опрему, заменивши старију, класичних кабинских инструмената. Предузете су разне аеродинамичке иновације за побољшање перформанси треће генерације ловаца, укључујући командне површине, као што су „канард”, усмеривачи, аутоматско преткрилце и друго. Већи број нових технологија је освојено и уведено за вертикално и кратко полетање и слетања, али усмерење вектора потиска је први пут реализовано на серијском Харијеру.

### Опрема
Остварен је пораст способности борбе ваздух-вазддух, усмерен на увођење побољшаних ракета ваздух-ваздух, радарских система и друге опреме. Док су топови остали стандардна опрема (изузев почетне заблуде код F-4), ракете ваздух-ваздух су постале примарно оружје за надмоћ у ваздушном простору. Тај систем вођења се заснивао на више софистицираним радарима, већег опсега. Међутим, вероватноћа погодака се показала неочекивано ниска, за вођене пројектиле, због слабе заштите радара од ометања. Инфрацрвени одраз је детектован у проширеном пољу до 45 степени, што је појачало тактичку употребљивост тих система. Ипак, ниску вероватноћу погодака искусили су амерички ловци у ваздушном простору изнад Вијетнама, који су припадали њиховој морнарици. Није им успела тактика „топ ган”, којом су школски обучавани амерички пилоти.

### Наоружање
Поред ракета ваздух-ваздух за блиску борбу са ИЦ самонавођењем и топова (углавном Вулкан калибра од 20 mm и ГШ-23Л калибра 23 mm), авиони треће генерације су наоружани и са ракетама ваздух-ваздух средњег домета AIM-7 спероу, а совјетски, са Р-23. У овом добу је дошло до експанзије у могућности борбених дејстава ваздух-земља, првенствено са вођеним ракетама. У тој функцији ефикасног дејства ваздух-земља развијена је и интегрисана ефикасна опрема за „праћење терена” у екстремно ниском лету авиона. Уведене су ракете ваздух-тло, са опто-електронским вођењем, као што је AGM-65 Маверик која је постала стандардно оружје. Помоћ и усмеравање тако прецизно вођенег оружја обезбеђено је са опремом монтираном споља у контејнеру, уведеним средином шездесетих година 20. века.
Млазни мотори постали су „бездимни”, тако да је смањена визуелна уочљивост авиона на већим удаљеностима.

## Карактеристичне специјализације ловаца 3. генерације
Појединим авионима 3. генерације, дат је посебан нагласак на дејства ваздух-земља и то на већим удаљеностима, са више софистицираних система за ноћне нападе. Са променљивом геометријом крила, на суперсоничном F-111 је уведен двопроточни турбомлазни мотор Прат енд Витни TF30, са системом са допунским сагоревањем. Са амбициозним пројектом је покушано да се створи свестран ловац, за разне улоге и услуге. Било је добро што је послужио као бомбардер у свим временским условима, али је недостајало да превазиђе перформансе других ловачких авиона. F-4 фантом је пројектован око радара и ракета као ловац пресретач за све временске услове, али се доказао као свестран ловац-бомбардер, али је био и способан за надмоћ у борби у ваздушном простору. Усвојен је од стране америчке морнарице, ратног ваздухопловства и морнаричког корпуса.
Упркос бројним недостацима, у односу на новије ловце, „фантом” је имао 280 победа у ваздушном простору, више од било ког другог америчког ловца изнад Вијетнама. Са дометом и могућностима носивости терета, највише је убојних средстава бацио од Другог светског рата, приближно бомбардеру Б-24 Либератор.
МиГ-23 се користио у више ратних сукоба, а највише на Блиском истоку и у Авганистану.

## Припадајући пројекти авиона 3. генерацији

### Реализовани
| САД               | СССР/ Русија | Остали                    | Остали             |
| ----------------- | ------------ | ------------------------- | ------------------ |
| F-4 фантом        | МиГ-21 бис   | Француска                 | Мираж F1           |
| Нортроп F-5       | МиГ-23       | Француска                 | Супер етандар      |
| F-5 F-5 тајгер-II | МиГ-25       | Кина                      | Ченду J-7E/G       |
| F-5 F-5 тајгер-II | Су-15        | Кина                      | Шенјанг J-8/ J-8II |
| F-5 F-5 тајгер-II | Су-17        | Израел                    | Кфир               |
| F-5 F-5 тајгер-II | Ту-28        | Јужна Африка              | Атлас шетах        |
| F-5 F-5 тајгер-II | МиГ-25       | Шведска                   | Саб 37 виген       |
| F-5 F-5 тајгер-II | МиГ-25       | Уједињено Краљевство      | Си харијер         |
| F-5 F-5 тајгер-II | МиГ-25       | Уједињено Краљевство/ САД | BAE харијер        |

### Отказани
| САД                 | СССР/ Русија | Остали               | Остали             |
| ------------------- | ------------ | -------------------- | ------------------ |
| Бел D-188A          | Е-8          | Француска            | Мираж F2           |
| F5D скаланџер       | Е-152        | Француска            | Мираж G            |
| F6D мисилер         | Е-8 Е-152    | Француска            | Мираж IIIV         |
| F-111B              | Е-8 Е-152    | Пакистан             | Сејбр II           |
| Груман XF12F        | Е-8 Е-152    | Уједињено Краљевство | Хокер P.1121       |
| CL-1200/X-27 ланчер | Е-8 Е-152    | Уједињено Краљевство | Хокер Сидли P.1154 |
| Локид YF-12         | Е-8 Е-152    | Западна Немачка      | EWR VJ 101         |
| XF-108 рапиер       | Е-8 Е-152    | Западна Немачка      | VFW VAK 191B       |
| Роквел XFV-12       | Е-8 Е-152    | Кина                 | Нанчанг J-12       |
| XF8U-3 крусадер III | Е-8 Е-152    |                      |                    |
| F-20 тајгершарп     | Е-8 Е-152    |                      |                    |